# Abercrombie (New South Wales)
Abercrombie ist ein ländlicher Ort in New South Wales, Australien.

## Geographie
Abercrombie wird von der Bathurst Region verwaltet. Mit 378 Einwohnern/km² ist der Ort relativ dicht besiedelt.

## Demographie
Mit Stand von 2021 hatte Abercrombie 1127 Einwohner, von denen 1074 die australische Staatsangehörigkeit besitzen. 52 Personen im Ort sind Aborigines.
Insgesamt 23 Menschen aus Abercrombie wurden in England geboren. Weitere Einwohner, die im Ausland geboren wurden, kommen aus den Philippinen (9), Südafrika (9) und Indien (6).
Das Medianalter liegt bei 39 Jahren. Das mittlere Einkommen pro Person beträgt 1029 Australische Dollar, das mittlere Haushaltseinkommen liegt bei 2202 AUD, womit es zu den höheren Haushaltseinkommen im landesweiten Vergleich (1746 AUD) zählt.

## Öffentliche Einrichtungen
In Abercrombie gibt es 5 Parks.